# Герберт Вагнер (генерал)
Герберт Вагнер (нім. Herbert Wagner; 19 січня 1896, Штутгарт — 5 вересня 1968, Роммельсгаузен) — німецький воєначальник, генерал-лейтенант вермахту. Кавалер Лицарського хреста Залізного хреста.

## Біографія
Син директора банку Карла Вагнера і його дружини Емми, уродженої Райнігер. 2 серпня 1914 року вступив в армію. Учасник Першої світової війни. Після демобілізації армії залишений в рейхсвері. З 1 вересня 1937 року — 1-й офіцер (начальник оперативного відділу) Генштабу 1-го армійського корпусу, з 26 серпня 1939 року — 3-ї армії. З 15 жовтня 1939 року служив в штабі начальника транспорту. З 12 січня 1940 по 26 жовтня 1942 року — начальник відділу вітчизняного транспорту Генштабу сухопутних військ. З 6 грудня 1942 по 29 березня 1943 року — командир 215-го артилерійського, з 1 квітня 1943 року — 405-го гренадерського полку 121-ї піхотної дивізії. 30 червня 1943 року відряджений в штаб групи армій «Північ». З 5 липня 1943 року виконував обов'язки командира 212-ї піхотної дивізії. З 12 серпня 1943 року — командир 132-ї піхотної дивізії. З 8 січня 1945 року — вищий артилерійський командир 302. 2 травня 1945 року взятий в полон. 25 вересня 1947 року звільнений.

## Сім'я
26 вересня 1924 року одружився з баронесою Марією Луїзою фон Гаммерштайн-Екворд. В пари народились 3 сини (1925, 1930, 1931) і дочка (1937).

## Звання
- Фанен-юнкер (2 серпня 1914)
- Лейтенант без патенту (19 липня 1915) — пізніше отримав патент від 19 грудня 1913 року.
- Оберлейтенант (1 листопада 1923)
- Гауптман (1 серпня 1928)
- Майор (1 листопада 1934)
- Оберстлейтенант (1 серпня 1937)
- Оберст (1 лютого 1940)
- Генерал-майор (1 серпня 1943)
- Генерал-лейтенант (1 червня 1944)

## Нагороди
- Залізний хрест 2-го і 1-го класу
- Орден «За військові заслуги» (Вюртемберг), лицарський хрест
- Почесний хрест ветерана війни з мечами
- Медаль «За вислугу років у Вермахті» 4-го, 3-го, 2-го і 1-го класу (25 років)
- Застібка до Залізного хреста
  - 2-го класу (24 вересня 1939)
  - 1-го класу (1 квітня 1943)
- Хрест Воєнних заслуг 2-го і 1-го класу з мечами (25 жовтня 1941) — отримав 2 нагороди одночасно.
- Сертифікат Пошани Головнокомандувача Сухопутних військ Вермахту (17 серпня 1944)
- Відзначений у Вермахтберіхт (20 вересня 1944)
- Лицарський хрест Залізного хреста (23 жовтня 1944)